# Carl Rømer
Carl Ludvig Wilhelm Rømer (20. april 1768 i Sønder Bjert – 9. oktober 1857 i København) var en dansk officer.

## Under Napoleonskrigene
Carl Rømer var søn af afskediget karakteriseret kaptajn Hans Wilhelm Rømer (ca. 1720-1784) og Augusta Margrethe Kirstine Jochumsdatter Schalkam (død tidligst 1797). Han blev landkadet 1783 og blev stående i korpset til 1794, da han blev premierløjtnant i Danske Livregiment, hvor han 1802 blev kaptajn. Året efter blev han adjudant hos kronprinsen, der anvendte ham som medhjælper på sit kommandokontor; fra nu af og til 1848 var Rømer knyttet til den danske hærs administration og blev meget benyttet såvel af Frederik VI som af Christian VIII. I 1805 var han i kronprinsens stab i Holsten og i 1809 i prins Christian Frederiks stab på Sjælland. Året forud var han blevet major og overadjudant i den nyoprettede Generalstab, hvor han 1812 steg til oberstløjtnant og generaladjudant-løjtnant. I 1814 var Rømer i kongens stab, da hæren under hans overkommando samledes på Fyn, og straks efter fredsslutningen afgik han som kurér til Norge for at bringe prins Christian Frederik meddelelse om Kielertraktatens bestemmelser og overrække ham kongens åbne brev af 18. januar. Det lykkedes Rømer at komme de svenske kurerer i forkøbet, så at han blev den første officielle budbringer om freden, der kom til Norge. Hans sendelse blev i øvrigt resultatløs, da prinsen som bekendt ikke fulgte kongens ordrer.

## Administrativt virke
Rømer, der 1815 var blevet kammerherre, afgik året efter som oberst fra Generalstaben og blev inspektør for infanteriet og de lette tropper, hvilken stilling han beholdt til 1842. Samtidig forrettede han tjeneste i General-Kommissariatskollegiet, hvor han 1824 blev surnumerær og efterhånden steg til 3. og 2. militærdeputeret. Hans virksomhed kom ikke til at mangle påskønnelse: 1813 blev han Ridder af Dannebrog, 1817 Dannebrogsmand, 1826 fik han Kommandørkorset, 10 år senere Storkorset, 1834 var han blevet generalmajor, og 1842 blev han generalløjtnant og 1. militærdeputeret, umiddelbart efter at Christian VIII i det væsentlige havde godkendt den plan til hærens reorganisation, hvorpå Rømer tillige med en del af hærens mest ansete officerer siden 1840 havde arbejdet.

## Tiden efter 1848
De nye tider, der indvarsledes i martsdagene 1848, krævede nye mænd, og den 80-årige general måtte forlade den fremskudte post, han så længe havde beklædt; men han tabte ikke interessen for den stand, han havde tilhørt i 2 menneskealdre. Endnu i 1853 udarbejdede han en plan "angaaende den danske Helstats Landforsvarsvæsen, grundlagt paa et dygtigt Befæstningsvæsen og paa en dygtig, til Krigen uddannet staaende Hær", som han lod trykke og tilstille Rigsdagen. Djærvt og varmt talte han her forsvarets sag, kæmpede for bevarelsen og udviklingen af Københavns fæstningsværker, ivrede mod opgivelsen af Hertugdømmernes frontale forsvar, anbefalede en permanent befæstning af Dannevirkestillingen og påviste faren ved at gå over fra en virkelig hær til en "Almenbevæbning". I varme ord priste han krigsminister C.F. Hansens virksomhed, medens han med bitterhed omtaler krigsminister A.F. Tscherning, for hvis fortjenester han ganske manglede blik.
Rømer døde i København 9. oktober 1857, næsten 90 år gammel, men endnu åndsfrisk og besjælet af "Interesse for sit fag og alle Landets Anliggender i Almindelighed". Selv den nationalliberale presse udtalte, at han var "vel fortjent af Fædrelandet".
Rømer ægtede 22. oktober 1798 Megtele Dorothea Holten (15. oktober 1778 – 25. april 1852), datter af oberst Christian Ludvig Holten og Frederikke Sophie f. de Klauman.
Han er begravet på Garnisons Kirkegård. Der findes et portrætmaleri på Næsbyholm og fotografier.